# Johann Nepomuk Rauch

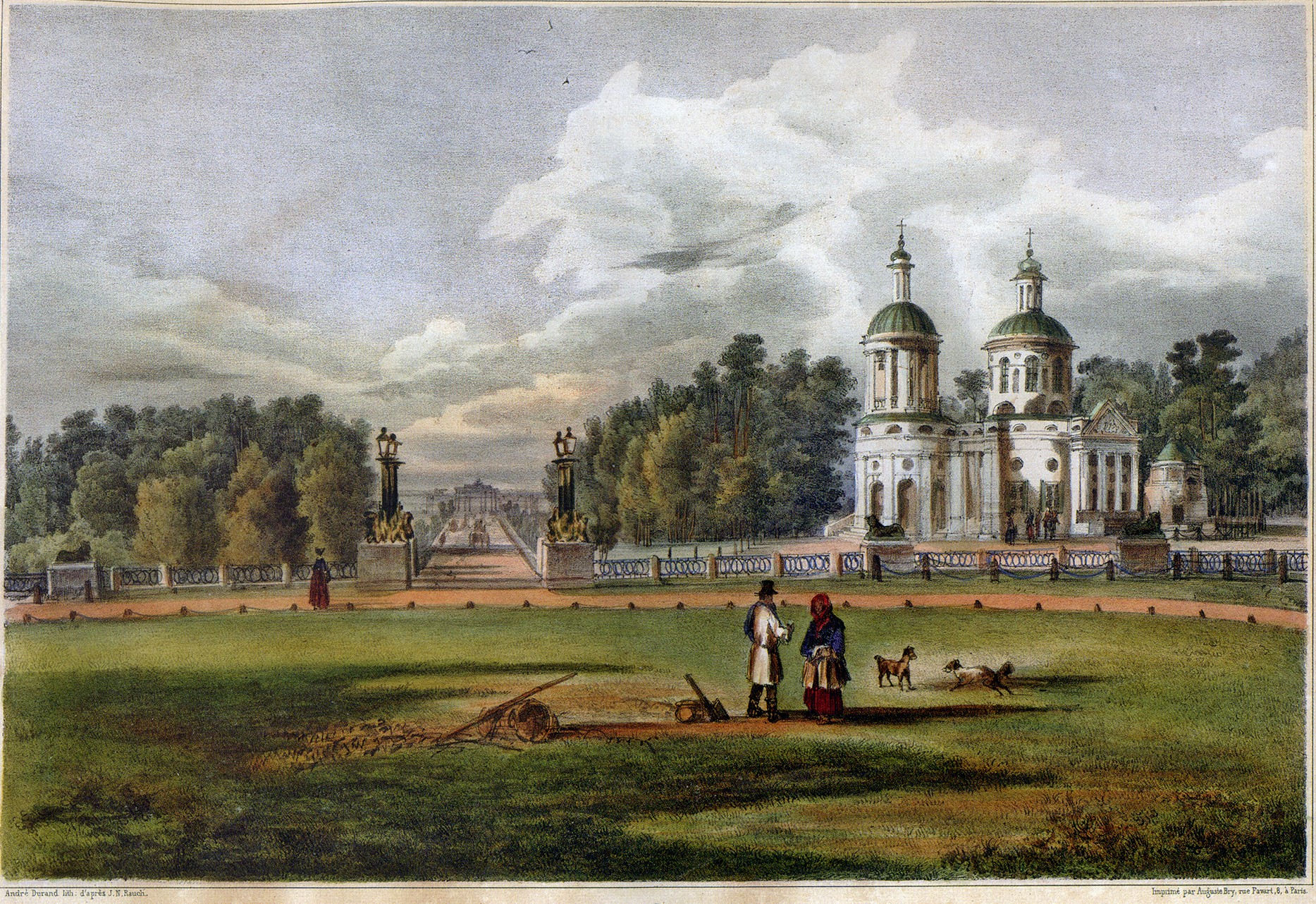
Siedlung Wlachernskoje-Kusminki

Johann Nepomuk Rauch (russisch Иоганн Непомук Раух; * 15. Mai 1804 in Wien; † 7. März 1847 in Rom) war ein österreichischer Landschaftsmaler und Kupferstecher.
Johann Nepomuk Rauch war einer der Söhne des Malers aus dem Kanton Thurgau (Schweiz), auch seine Brüder Ferdinand und Johann Josef sowie sein Sohn Carl wurden Maler. Rauch studierte an der Wiener Kunstakademie, dann von 1829 bis 1831 in Florenz. Den Zeitraum von 1831 bis 1841 verbrachte er in Moskau, wo er vom Grafen Alexandr Nikititsch Panin (1791–1850) gefördert wurde. Seit 1841 war er in Rom tätig. Er starb in Rom im Alter von 42 Jahren.
Er schuf in Russland mehrere Ansichten des Moskauer Kremls, der Residenz des Fürsten Sergei Michailowitsch Golizyn (1774–1859) in Kusminki (Wlachenskoje), Archangelskoje und Marfino. Er bereiste auch den Kaukasus.